# فراونزه
فراونزه (به آلمانی: Frauensee) یک شهر در آلمان است که در تورینگن واقع شده‌است. فراونزه ۹۴۹ نفر جمعیت دارد.